# Dicerorhinus
Dicerorhinus je rod porodice Rhinocerotidae koji se sastoji od jedne postojeće vrste, Sumatranski nosorog (D. sumatrensis) i nekoliko izumrlih vrsta:
- † Dicerorhinus binagadensis (Dzhafarov, 1955.)
- † Dicerorhinus caucasicus (Borissiak, 1935.)
- † Dicerorhinus choukoutienensis (Wang, 1931.)
- † Dicerorhinus cixianensis (Chen & Wu, 1976.)
- † Dicerorhinus gwebinensis (Zin-Maung-Maung-Thein et al., 2008.)[1]
- † Dicerorhinus kirchbergensis (trenutačno dio roda Dihoplus[2])
- † Dicerorhinus hemitoechus (Jäger, 1839.)
- † Dicerorhinus leakeyi (Hooijer, 1966.)
- † Dicerorhinus miguelcrusafonti (Guerin y Santafé, 1978.[3])
- † Dicerorhinus pikermiensis (trenutačno dio roda Dihoplus[2])
- † Dicerorhinus primaevus (Arambourg, 1959.)
- † Dicerorhinus ringstroemi (trenutačno dio roda Dihoplus[2])
- † Dicerorhinus sansaniensis (Lartet, 1851.)
- † Dicerorhinus schleiermacheri (trenutačno dio roda Dihoplus[4])
- Dicerorhinus sumatrensis (postojeća vrsta)
- † Dicerorhinus tagicus (Roman, 1907.)
- † Dicerorhinus yunchuchenensis (trenutačno dio roda Stephanorhinus[5]).

## Galerija
- Kostur Dicerorhinus binagadensis u Prirodoslovnome muzeju Hasan bej Zardabi u Bakuu.
- Dicerorhinus etruscus
- Dicerorhinus hemitoechus
- Dicerorhinus kirchbergensis